# Гноинские
Гнои́нские (бел. Гнаінскія) — деревня в Вензовецком сельсовете Дятловского района Гродненской области Белоруссии. По переписи населения 2009 года в Гноинских проживало 9 человек. Площадь сельского населённого пункта составляет 18,61 га, протяжённость границ — 1,96 км.

## География
Гноинские расположены в 11 км к югу от Дятлово, 134 км от Гродно, 15 км от железнодорожной станции Новоельня.

## История
В 1624 году упоминаются как Гноинское в составе Марковского войтовства Дятловской (Здентельской) волости во владении Сапег.
В 1880 году Гноинские — деревня в Роготненской волости Слонимского уезда Гродненской губернии (22 жителя).
Согласно переписи населения 1897 года в Гноинских имелось 23 дома, проживало 146 человек. В 1905 году — 177 жителей.
В 1921—1939 годах Гноинские находились в составе межвоенной Польской Республики. В сентябре 1939 года Гноинские вошли в состав БССР.
В 1996 году Гноинские входили в состав колхоза «Красный Октябрь». В деревне насчитывалось 11 хозяйств, проживало 20 человек.